# Львовский национальный университет имени Ивана Франко
Львовский национальный университет имени Ивана Франко (укр. Львівський національний університет імені Івана Франка) — один из старейших университетов Восточной Европы и старейший университет Украины. Один из ведущих вузов страны. Основан в январе 1661 года. В прошлом носил название Львовский университет имени Яна Казимира.

## История
Атанас Фиголь в статье о вузе в «Энциклопедии украиноведения» утверждал, что поляки с начала XX века для подчеркивания «польскости» университета начали утверждать, что он появился во Львове в 1661 году как Академия Иезуитов, основанная королём Яном II Казимежем из Львовского коллегиума иезуитов. Но решение короля не утвердил Сейм. Это утверждение без критики восприняли в СССР и других странах. По другим данным, Львовская академия с правами университета образована в 1661 году указом короля Яна II Казимира, который предоставлял иезуитской коллегии во Львове «достоинство академии и титул университета». В 1773 году орден иезуитов был запрещён, а университет закрыт. Восстановлен в 1784 году под названием Йосифинський университет. В 1805—1817 годах — лицей. В 1817 году был восстановлен как Университет Франца I.

### Предыстория

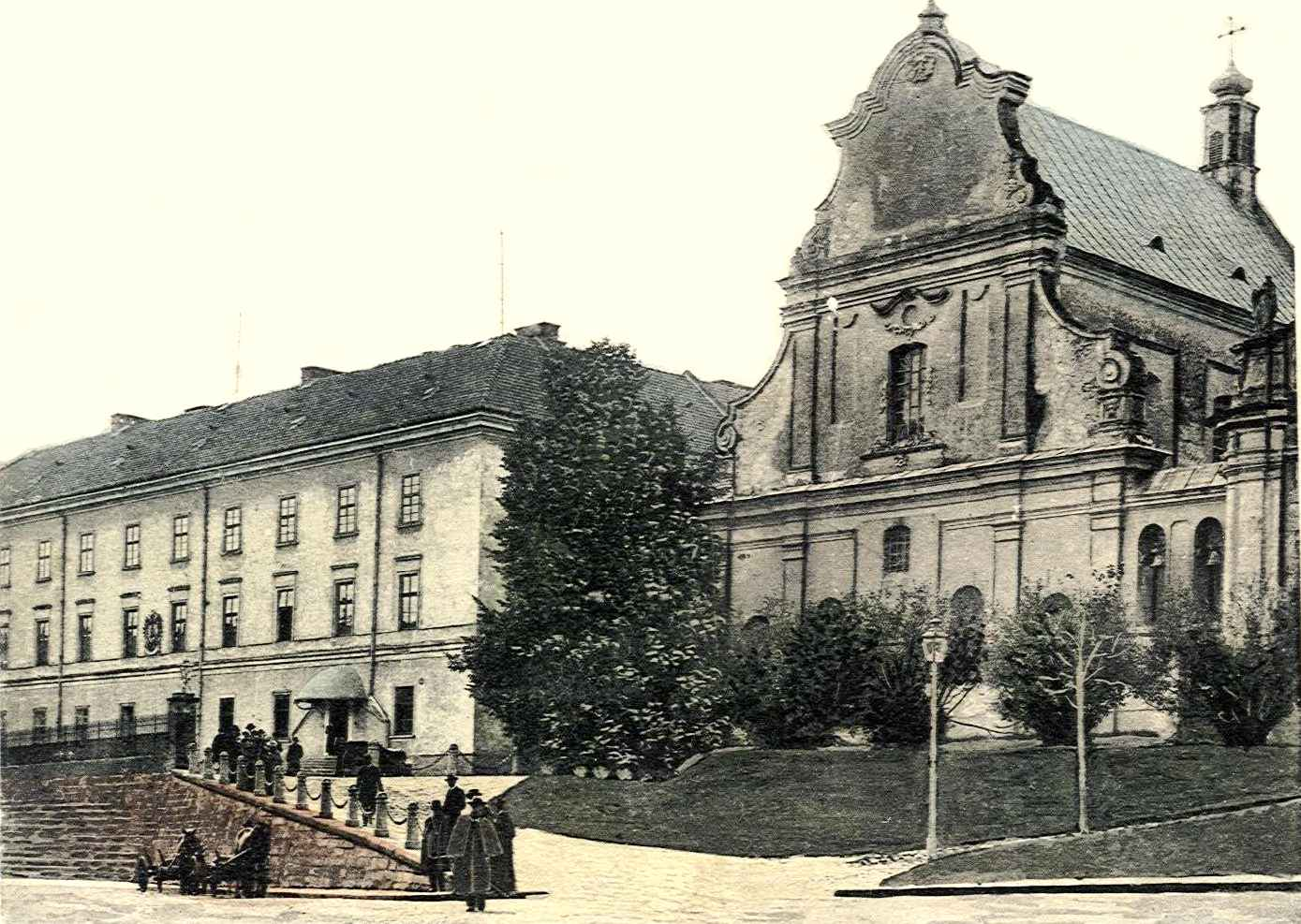
Здание старого университета, 1851 год

Согласно статьям Гадячского соглашения (1658 год) между Гетманщиной и Польшей польское правительство обещало в будущем открыть в Гетманщине две высшие школы-академии: одну в Киеве, а вторую там, где найдется для неё подходящее место. Академиям было обещано такие же права университета, которыми пользовался Краковский университет. Влиятельные круги Речи Посполитой не исключали и того, что под давлением определённых политических обстоятельств на Украине могли образоваться собственные национальные университеты. Тогда же иезуитский орден в деле защиты католицизма возлагал особые надежды на свою ячейку во Львове. Иезуиты появились во Львове ещё в конце XVI века, а 1608 году открыли здесь свою среднюю школу-коллегию. К середине XVII века эта коллегия пришла в упадок, но все же была спасена иезуитами от гибели, поскольку пользовалась опекой и поддержкой польских магнатов.
Иезуиты понимали возможность создания на основе братской школы во Львове университета, поэтому постоянно добивались преобразования своей коллегии в академию. После неоднократных ходатайств король Ян II Казимир 20 января 1661 подписал диплом, который предоставлял иезуитской коллегии во Львове «достоинство академии и титул университета» с правом преподавания всех тогдашних университетских дисциплин, присуждения ученых степеней бакалавра, лиценциата, магистра и доктора. Однако сразу же после подписания диплома создания академии встретило решительный оппозицию Краковского университета и отдельных влиятельных лиц государства, его поддерживали. Несмотря на препятствия, во Львовской академии обучение велось по образцу других европейских академий. А потом польский король Август III в 1758 году утвердил диплом от 20 января 1661, выданный Яном II Казимиром. Академию закрыли в 1773 году.
С момента основания и до 1773 года Львовский университет полностью находился под контролем иезуитского ордена и подчинялся генералу иезуитов в Риме. Во главе университета стоял ректор. Помещение университета было поблизости Краковской улицы в центре Львова. Учебное заведение строил и покупал новые помещения, имел свою библиотеку, наибольшую во Львове типографию.

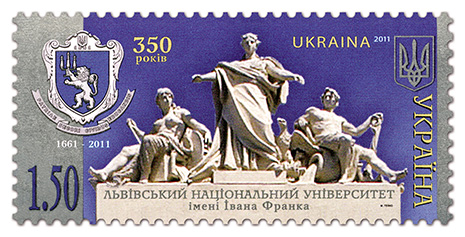
Почтовая марка Украины, 2011 год. «Львовский национальный университет имени Ивана Франко, 350 лет»

### Львовский университет имени Ивана Франко

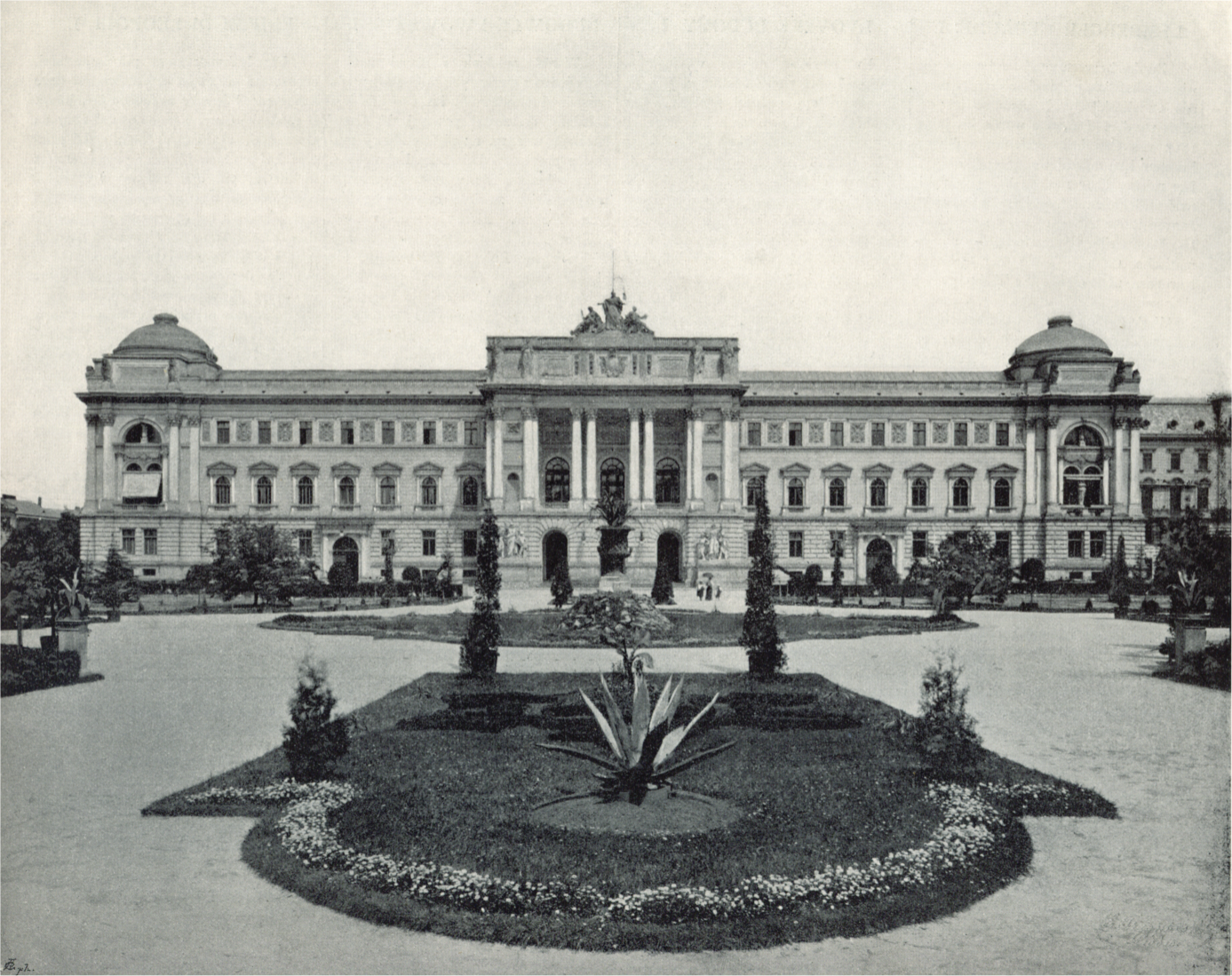
Главное здание университета, 1898 год

В 1870-х годах на философском факультете Львовского университета учился Иван Франко — известный украинский мыслитель, писатель, учёный, переводчик, психолог, политический и общественный деятель, вошедший в историю культуры, как «титан труда». В 1894 году в университете открыли кафедру истории Украины, правда, под названием «Всемирной истории со специальным обзором истории Восточной Европы». Новую кафедру возглавил 28-летний Михаил Грушевский. В этом же году, после смерти Емельяна Огоновского — тогдашнего главы кафедры русской словесности Львовского университета — Иван Франко попытался занять это вакантное место, однако наместник Галичины граф Казимир Бадени сделал всё для того, чтобы не допустить в университет писателя, который призывал украинский народ к социальному и национальному освобождению.

## Международное сотрудничество
Львовский национальный университет имени Ивана Франка достойно представляет украинскую академическое сообщество в мире. В течение 2016—2017 годов Университет подписал 15 соглашений о сотрудничестве и два соглашения о двойном дипломирования, два соглашения пролонгирован. Всего на данный момент подписано 147 соглашений с высшими учебными заведениями и учреждениями из 38 стран мира. Примерно такое же количество научных и научно-педагогических работников Университета находилась в этот период в иностранных учреждениях.
Университет осуществляет активную деятельность по подписанию Хартии Европейских Университетов. В 2000 году университет стал соучредителем Европейского коллегиума польских и Украинских Университетов (Люблин, Польша). Продлен срок действия соглашений с Бельским государственным университетом (Бельцы, Молдова) и Краковской Педагогической Академией (Польша).
Студенты географического, исторического факультетов и факультета международных отношений проходят учебные практики в Польше, Германии, Австрии, Венгрии, Чехии, Словакии. Сотрудники механико-математического, филологического, химического факультетов, факультета международных отношений и прикладной математики и информатики работали в высших учебных заведениях Польши, Колумбии, Франции, Швейцарии, Австрии на преподавательской работе по контрактам. Многие выпускники продолжают обучение в высших учебных заведениях США, Польши, Германии, Австрии, Великобритании, Франции. По 2016 Львовский национальный университет имени Ивана Франко провел 5 международных летних школ.
В 2016 году налажено активное международное сотрудничество с зарубежными партнерами. Университет вел двусторонние научные исследования с Венским университетом (Австрия), Каунасский технологический университет (Литва), Фондом гражданских исследований и развития США, Технологическим институтом Хиросимы (Япония), которые финансировало Министерство образования и науки Украины.
В последние годы ученые Университета активно проводят научно-исследовательских работ, которые финансируют международные организации, среди которых Институт биофизической химии имени Макса Планка (Германия), Гарвардская медицинская школа (США), Институт биомедицинских исследований «Новартис» (США), Канадский институт украинских студий при Альбертском университете, Международный центр дифракционных данных (США), фонд Эндрю В. Меллона (США), Целевой образовательный фонд исследований деревьев (США), компания "Материал. Фазы. Данные. Система "(Швейцария).
Подписано соглашение с агентством CrossRef, что позволяет присваивать DOI университетским изданием. В Университете при финансовой поддержке Министерства образования и науки Украины функционирует национальный контактный пункт Рамочной программы ЕС «Горизонт 2020» по тематическим направлениям «Будущие и новейшие технологии» и «Инклюзивное, инновационное и разумное общество».

## Рейтинги и репутация
Показателем успешности вуза сегодня можно считать позицию в национальных и международных рейтингах вузов. В 2015 году Львовский университет вошел в тройку лучших университетов Украины по данным мирового рейтинга University Ranking by Academic Performance.
По результатам рейтинга высших учебных заведений Украины по данным наукометрической базы данных Scopus по состоянию на апрель 2017 Львовский университет занял четвёртое место среди вузов Украины. По состоянию на апрель 2017 количество публикаций ученых Львовского университета составила 5823, количество цитирований статей — 28547, индекс Хирша — 50.
Одним из самых престижных рейтингов университетов мира является Webometrics (Webometrics Ranking of World’s Universities), который охватывает двенадцать тысяч университетов со всего мира и который публикуют дважды в год. В течение последнего года Университет существенно улучшил свои позиции в рейтинге. Согласно январской 2018 публикацией рейтинга Университет вошел в тройку лидеров среди вузов Украины.
В 2018 году Львовский национальный университет имени Ивана Франко попал в один из самых популярных мировых рейтингов The Times Higher Education World University Rankings — ежегодное издание университетских рейтингов по версии журнала Times Higher Education.

## Факультеты
- Биологический
- Географический
- Геологический
- Экономический
- Электроники
- Доуниверситетской подготовки
- Журналистики
- Иностранных языков
- Исторический
- Культуры и искусств
- Международных отношений
- Механико-математический
- Прикладной математики и информатики
- Физический
- Филологический
- Философский
- Химический
- Юридический

## Рейтинг вуза
- 2008 год — 4 место по оценкам украинских работодателей[1].
- 2012 год — В рейтинге университетов мира «Webometrics» Львовский национальный университет им. Ивана Франко показал шестой результат среди украинских вузов, заняв 2105 место[2].

## Известные преподаватели
- Шимон Ашкенази (1866—1935) — польский историк и дипломат.
- Стефан Банах — выдающийся математик.
- Бильчевский, Иосиф
- Тадеуш Бой-Желенский
- Яков Головацкий
- Гломбиньский, Станислав Янович (1862—1941) — экономист, юрист, политик.
- Франц Ксавер фон Глубек — агроном.
- Глузиньский, Владислав — медик.
- Ярослав Грицак
- Михайло Грушевский
- Ярослав Дутчак — физик.
- Бенедикт Дыбовский
- Косковский, Влодзимеж (1893—1965) — физиолог, фармаколог.
- Красицкий, Игнацы, поэт, драматург и публицист.
- Криницкий, Онуфрий (1791—1867) — трижды ректор Львовского университета.
- Крейц, Феликс (1844—1910) — геолог, минералог.
- Курилович, Ежи
- Лазаренко, Евгений Константинович (1912—1979) — минералог.
- Лер-Сплавинский, Тадеуш — лингвист, славист.
- Ян Лукасевич
- Мазур, Станислав
- Максимович, Николай Григорьевич (1914—1981) — доктор технических наук, профессор.
- Пилат, Роман (1846—1906) — литературовед, историк литературы.
- Пебаль, Леопольд (1826—1887) — химик.
- Ормицкий, Виктор (1898—1941) — географ, картограф.
- Реман, Антоний (1840—1917) — географ, геоморфолог, путешественник.
- Ромер, Евгений
- Розмарин, Стефан — юрист и государственный деятель.
- Рыбка, Эугениуш
- Свенцицкий, Илларион Семёнович (1876—1956) — искусствовед, этнограф, филолог.
- Вацлав Серпинский
- Мариан Смолуховский
- Казимир Твардовский
- Юлиан Токарский (1883—1961) — геолог.
- Хальбан, Альфред — историк, ректор университета.
- Хвистек, Леон
- Чоп, Матия
- Гуго Штейнгауз